# 이나미 (성우)
이나미(1957년 5월 25일 ~ )는 대한민국의 성우이다. 1976년 EBS에 입사했으며, 현재는 EBS 1기이다. 교육방송 성우극회 소속. 그녀의 아버지는 KBS 특기 성우 이춘사이다.

## 출연작품

### 애니메이션
- 그리스 로마 신화 전설의 수호자들 (EBS) - 페넬로페
- 꿈을 찍는 이안 (EBS) - 외할머니
- 당근소년 헨리 (EBS) - 피에르 선생님
- 세계명작동화 (EBS)
- 얼룩송아지 코니 (EBS)
- 올란도 영웅전 (EBS)
- 워터십 다운의 토끼들 (EBS) - 한나, 프림로즈
- 플랜더스의 개 (EBS) - 해설
- 미소녀전사 세일러문 비디오 버전 - 세일러 머큐리
- 에반게리온 비디오 버전 - 미사토역
- 극장장편 김청기 감독 똘이 장군 시리즈 - 똘이장군
- 토비카 - 레니
- 돈드라큐라 - 초콜라

### 방송
- 딩동댕 유치원 (EBS)
- 하나뿐인 지구 (EBS)
- 효도우미 (EBS)
- 직업의 세계 (EBS)
- 스타다큐 (SBS)
- 빙글빙글 퀴즈 (SBS)

### 내레이션
- 스타다큐 (MBC)